# Netrocoryne repanda
Netrocoryne repanda is een vlinder uit de familie van de dikkopjes (Hesperiidae). De wetenschappelijke naam van de soort is voor het eerst geldig gepubliceerd in 1867 door Felder & Felder.